# Храм Архангела Михаила (Хлевино)
Храм Архангела Михаила (Михайло-Архангельская церковь) — приходской православный храм в деревне Хлевино городского округа Чехов (Московская область). Относится к Чеховскому благочинию Подольской епархии Русской православной церкви.

## История
Каменная Архангельская церковь с колокольней и Никольским приделом в трапезной существовала в селе с XVIII века. В середине XX века храм был разрушен, на его месте в 2004 году был поставлен поклонный крест.
В 2010 году началось восстановление храма, продолжающееся по сегодняшний день.

## Расположение
Храм находится в деревне Хлевино Чеховского района Московской области, на берегу реки Лопасни.

## Архитектурный стиль
Петровское барокко.

## Духовенство
Священники храма:
- иерей Федор Алексеев — 1740—1747[1]
- иерей Иван Алексеев — 1750—1760[2]
- иерей Тимофей Иванов — 1768—1787
- иерей Дмитрий Тимофеев — 1792 год
- иерей Гавриил Петрович Лебедев — 1811—1816
- иерей Василий Иванович Богоявленский — 1817—1822
- иерей Иван Павлович Виноградов — 1822—1837
- иерей Семен Петрович Смирнов — 1837—1870
- иерей Павел Иванович Никольский — 1870—1881
- иерей Алексей Успенский — 1881 год
- иерей Василий Павлович Ильинский — 1882—1899
- иерей Николай Васильевич Ильинский — 1899—1917

Современный храм
- протоиерей Иоанн Подоксенов — 2010—2011
- иерей Михаил Тарасов — с 2011 года